# Моя тема
| Оценки критиков | Оценки критиков |
| Источник        | Оценка          |
| --------------- | --------------- |
| InterMedia      | 6,5/10          |

«Моя тема» — девятый студийный альбом российской певицы Кати Лель, выпущенный 20 сентября 2019 года на лейбле Archer Music Production.

## Об альбоме
Это был первый студийный альбом Кати Лель с 2013 года, до этого она выпускала лишь отдельные синглы, из них только песни «Я не могу без тебя», «Всё хорошо» и «Моя тема», выпущенные в 2017—2018 годах, попали в трек-лист; примечательно, что сингл «Молчать», выпущенный в 2019 году перед выходом пластинки «Моя тема» был включён только в следующий студийный альбом «Сияние». Данный лонгплей знаменует собой начало сотрудничества певицы с продюсером Арамом Арчером и его лейблом. Премьера альбома состоялась 20 сентября 2019 года — в день рождения Кати Лель.

## Отзывы критиков
Алексей Мажаев из InterMedia, вопреки своим ожиданиям, увидел, что Катя Лель демонстрирует неравнодушие к своему делу, пытается экспериментировать и уйти с вытоптанных дорожек. В целом же он назвал альбом заполненным предсказуемыми поп-штампами и глупыми текстами. Выделил он одну песню, «Крутые берега», которая своими этно-компонентами напомнила ему творчество певицы Линды.

## Список композиций
| №                   | Название              | Автор(ы)                          | Длительность |
| ------------------- | --------------------- | --------------------------------- | ------------ |
| 1.                  | «Моя тема»            | Илья Брылин, Владимир Ильичев     | 2:58         |
| 2.                  | «Я не могу без тебя»  | Александр Матиенко, Елена Мельник | 3:54         |
| 3.                  | «Температура»         | Анатолий Алексеев                 | 3:44         |
| 4.                  | «В космос»            | Анатолий Алексеев                 | 3:38         |
| 5.                  | «Всё хорошо»          | Елена Мельник                     | 3:50         |
| 6.                  | «Адреналин»           | Анатолий Алексеев                 | 3:32         |
| 7.                  | «Крутые берега»       | Анатолий Алексеев                 | 3:37         |
| 8.                  | «Шамбала»             | Илья Куриленко                    | 4:05         |
| 9.                  | «Любовь и расстояние» | Дмитрий Золотарёв                 | 3:25         |
| 10.                 | «Громче танцуй»       | Игорь Багдасар                    | 3:27         |
| Общая длительность: | Общая длительность:   | Общая длительность:               | 36:14        |